# Eucereon atriguttum
Eucereon atriguttum là một loài bướm đêm thuộc phân họ Arctiinae, họ Erebidae.